# 朝日駅 (北海道)

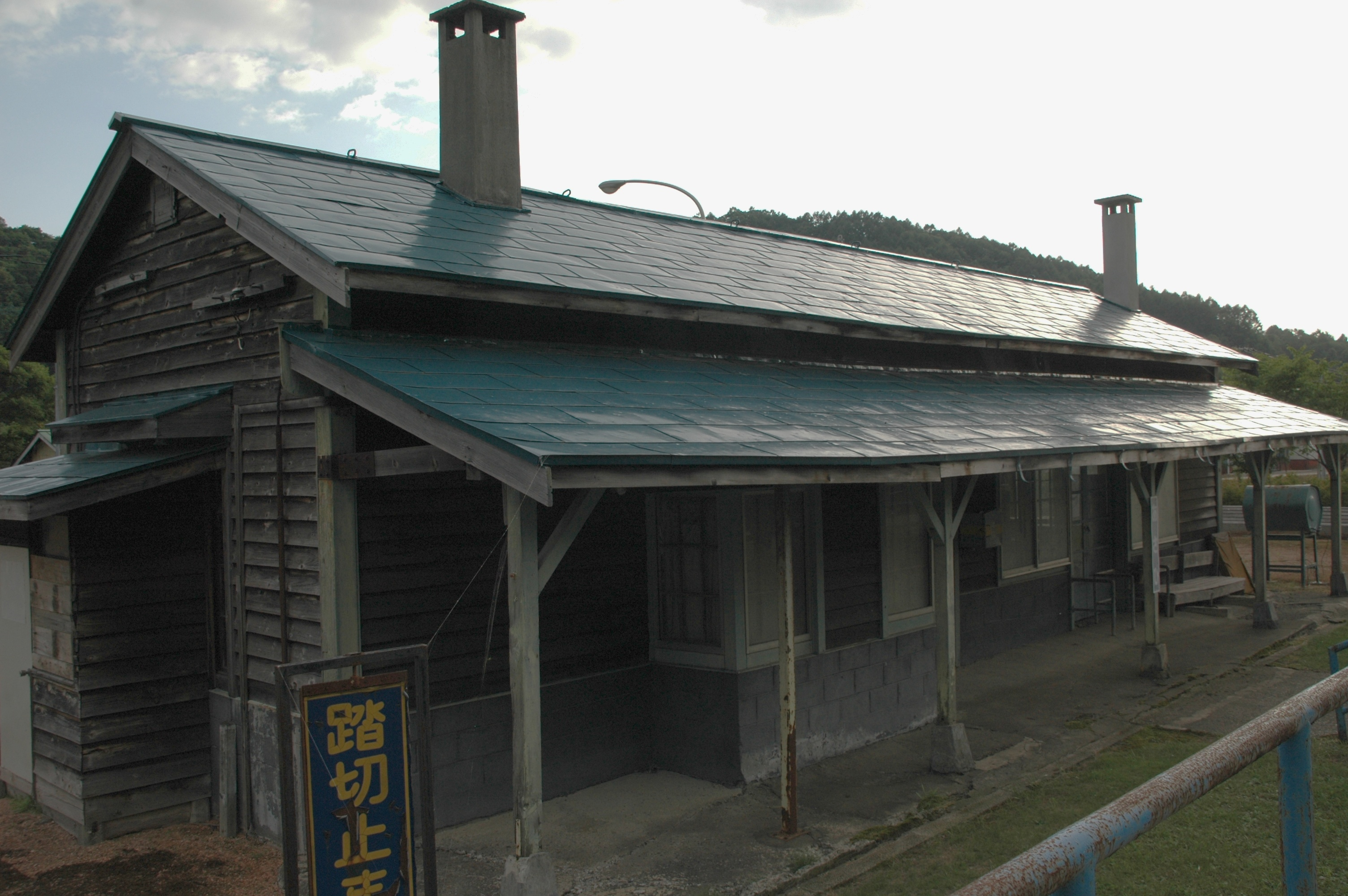
ホーム側から駅舎を望む (2006年7月撮影)

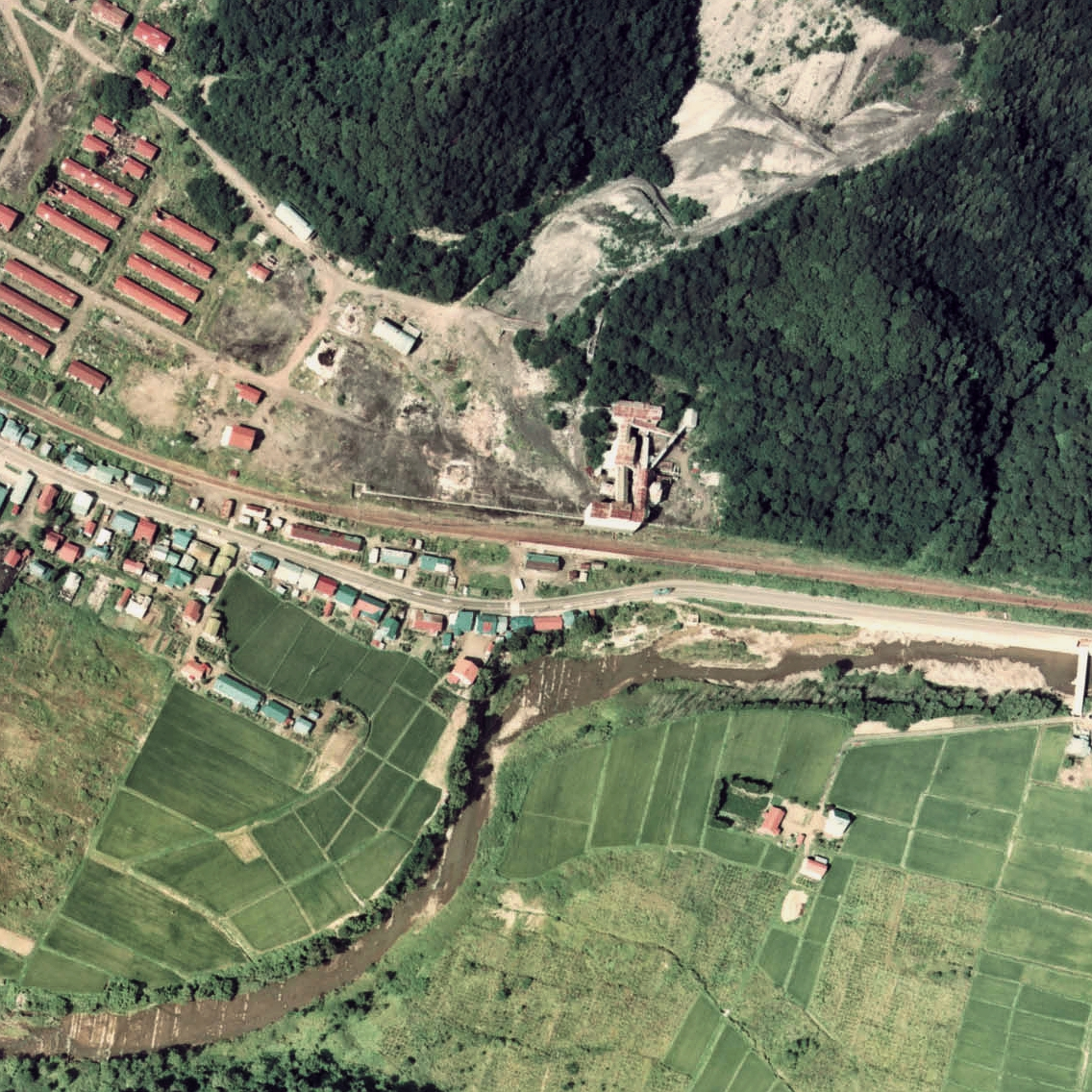
1976年の朝日駅と周囲500 m範囲。左が志文駅方面。単式ホーム1面1線で、その外側に留置用の貨物線を有しているが、既に前年に貨物取扱が廃止になっていて使用されていない。駅裏にはこの写真の2年前に閉山した朝日炭鉱の選炭施設とホッパーが残されており、ホッパーへ向けて引込み線が向かっていたが、こちらも放置されて草生しているように見える。この後簡易委託化にあわせ側線は全て撤去されて棒線化された。

朝日駅（あさひえき）は、北海道岩見沢市朝日町にあった日本国有鉄道（国鉄）万字線の駅（廃駅）である。電報略号はアヒ。事務管理コードは▲132002。

## 歴史
当初は石炭貨物列車用の信号所が設置される予定であったが、地元住民による敷地の寄付等の誘致活動により一般駅として開設された。
- 1908年（明治41年） - 同町滝ノ上から志文駅まで三井物産木材部が万字線とほぼ同ルートに馬鉄を敷設。
- 1914年（大正3年） - 国有鉄道万字軽便線志文駅 - 万字炭山駅間開通[3][4]。三井物産馬車鉄道撤去。
- 1919年（大正8年）
  - 2月 - 北海道採炭会社幌内炭礦（後の朝日炭砿）開坑
  - 11月11日 - 当駅開業[5][6]。一般駅。
- 1922年（大正11年）9月2日 - 線路名を万字線に改称、同線の駅となる[7]。
- 1956年（昭和31年） - 駅舎改修[6]。
- 1970年（昭和45年）8月17日 - 専用線発着車貨物以外の貨物取扱い廃止[1]。
- 1974年（昭和49年）11月30日 - 朝日炭砿が閉山[8]。

- 1975年（昭和50年）7月11日 - 貨物取扱い廃止[1]。
- 1978年（昭和53年）4月6日 - 荷物取扱い廃止[9]。無人（簡易委託）化[6][10]。
- 1985年（昭和60年）4月1日 - 万字線の廃線に伴い廃止となる[1]。
- 1999年（平成11年） - 駅舎周辺を万字線鉄道公園として整備し、B20形蒸気機関車を東山公園から移設[6]。
- 2018年（令和元年）5月20日） - 当駅駅舎が「本邦国策を北海道に観よ！～北の産業革命『炭鉄港』～」の構成文化財として日本遺産に認定[11]。

### 駅名の由来
所在地名より。付近の旭沢という沢があり、この方角から朝日が昇るので当地を「朝日」と名付けたとされる。他に朝日のように炭砿が興隆してほしいという願望から付けられたという説もある。

## 駅構造
廃止時点で、単式ホーム1面1線を有する地上駅であった。ホームは線路の南側（万字炭山方面に向かって右手側）に存在した。転轍機を持たない棒線駅となっていた。
無人駅（簡易委託駅）となっていたが、黒く塗装された有人駅時代の駅舎が残っており乗車券が駅舎内で発券されていた。駅舎は構内の南側に位置しホーム西側に接していた。

## 利用状況
- 1981年度（昭和56年度）の1日乗降客数は10人[13]。

## 駅周辺
朝日町の市街地が広がっている。駅前を通る道はかつて万字線と並行して走る北海道道38号夕張岩見沢線であったが、駅付近で新道に付け替えられ、現在の駅跡は旧道に面している形となる。
鉄道廃止後は北海道中央バスの万字線が代替バスとして運行され「旧朝日駅」停留所が設置されていたが、2022年3月に廃止となり、市営の「東部丘陵線コミュニティバス」となった。駅跡の最寄り停留所は「朝日サービスセンター」。
- 朝日コミュニティ交流センター
  - 岩見沢市役所朝日サービスセンター　朝日町出張所
  - 岩見沢朝日簡易郵便局
  - 旧国鉄万字線鉄道資料展示室[15][16]
- 栗沢温泉 - 駅から南西に約2 km[13]。

## 駅跡
駅構内は万字線鉄道公園として整備された。

### 万字線鉄道公園
駅舎、線路、車止め、ホーム、駅名標、踏切警報機が保存され、B20形蒸気機関車B20 1号機が静態保存・展示されている。駅舎内は廃線当時のポスターが貼られた状態で保管されていたが、日本遺産認定後の時点ではポスター等は撤去されている。
また、駅跡を示す花崗岩の石碑や、1995年（平成7年）の朝日地区開基100年記念の記念碑が建立されている。

## 隣の駅
日本国有鉄道
万字線
上志文駅 - 朝日駅 - 美流渡駅